# Utricularia pentadactyla
Utricularia pentadactyla és una petita planta carnívora anual que pertany al gènere Utriculària És nativa a l'Àfrica tropical, on es pot trobar a Angola, Burundi, la República Democràtica del Congo, Etiòpia, Kenya, Malawi, el Sudan, Tanzània, Uganda, Zàmbia, i Zimbàbue. U. pentadactyla creix com una planta terrestre en sòls humits, sorrencs o torbosos en pastures o terres poc profundes sobre la roca a una alçada de 1.500 m a 2.100 m. Originalment va ser descrita i publicat per Peter Taylor el 1954, la primera espècie Utricularia descrits per Taylor.